# Kazimierz Polanowski
Kazimierz Polanowski herbu Pobóg (zm. przed 27 października 1741 roku) – chorąży lubaczowski od 1736 roku, stolnik urzędowski w latach 1726–1729, podstoli buski w latach 1724–1736, starosta salnicki.
Poseł na sejm z limity 1719/1720 roku i na sejm nadzwyczajny pacyfikacyjny 1736 z województwa bełskiego.
Jako deputat podpisał pacta conventa Stanisława Leszczyńskiego w 1733 roku. Konsyliarz i delegat województwa podolskiego w konfederacji dzikowskiej w 1734 roku.